# Franziska Drohsel

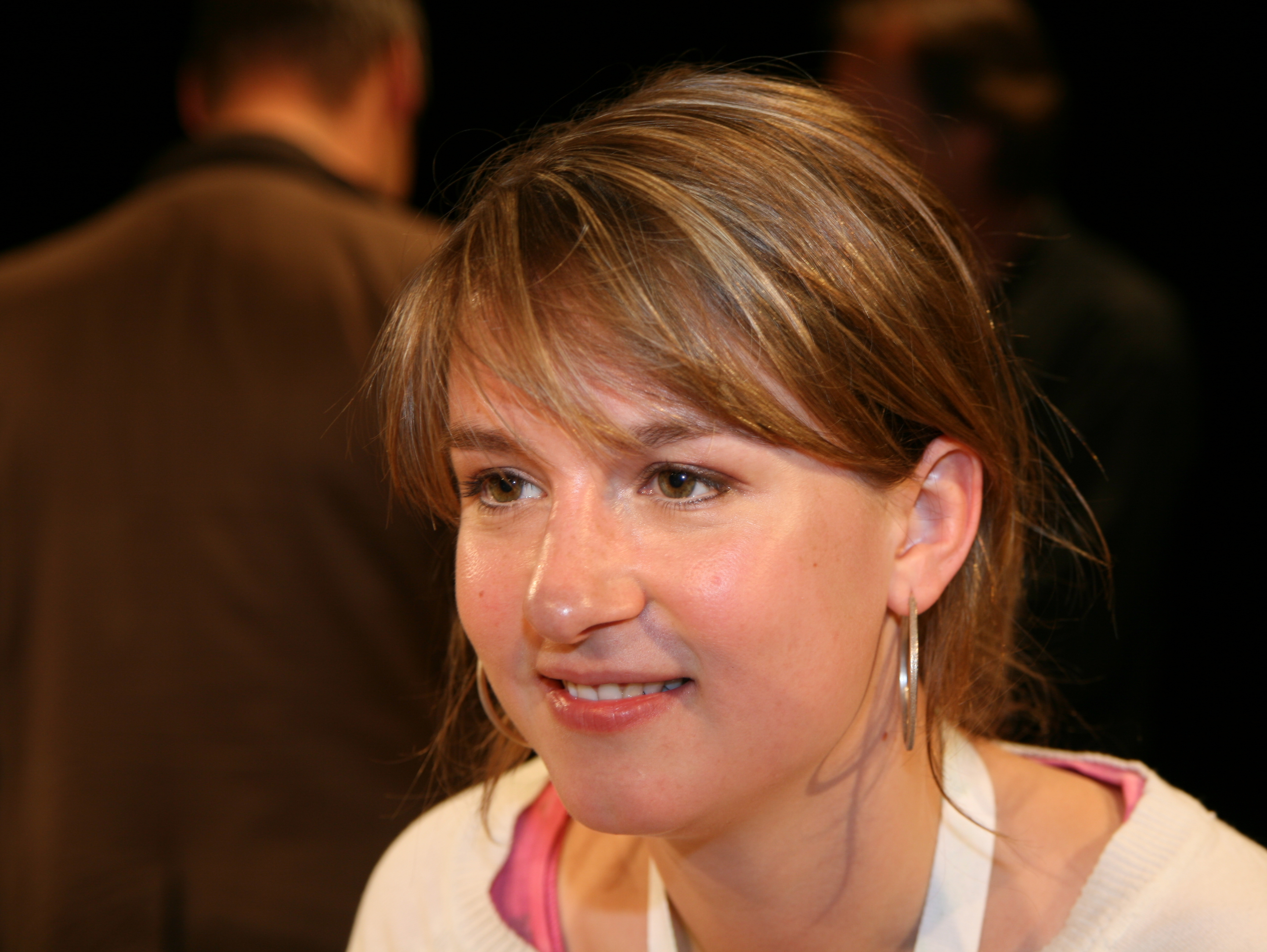
Franziska Drohsel in 2008

Franziska Drohsel (Berlijn, 1 juni 1980) is een Duits politica. Tussen 24 november 2007 en 18 juni 2010 was ze de voorzitster van de Jusos, de jongerenorganisatie van de SPD.

## Carrière
Franziska Drohsel behaalde het Abitur in 1999 en ging rechten studeren. In 2006 ging ze aan de slag als wetenschappelijk medewerkster aan de Humboldt-Universiteit Berlijn. Ze was reeds actief bij de Jusos sinds 1995 en werd in 2001 lid van de SPD. Ze was van 1996 tot 1999 woordvoerster van de Jusos-kring Berlijn-Zehlendorf en, na de districthervorming, van Steglitz-Zehlendorf tot 2004. Ten slotte werd ze voorzitster van het Jusos-verband Berlijn, wat ze bleef tot april 2008. Ze werd in 2007 tot nationaal voorzitster gekozen met 75,6% van de stemmen, en bij haar herverkiezing in 2009 met 69%. Zij is tevens lid van de ver.di.

### Opspraak rond de Rote Hilfe
Nadat Drohsel tot voorzitster van de Jusos was verkozen, raakte bekend dat zij lid was van de Rote Hilfe e. V., die door de staatsveiligheid als linksextremistisch wordt beschouwd. Drohsel, die tot de linkervleugel van de SPD wordt gerekend, kwam hierdoor in het gedrang. De CDU-afgevaardigde Marco Wanderwitz eiste dat ze zou aftreden, met als reden dat de Rote Hilfe „de RAF-moorden bagatelliseert”. Onder deze druk stapte Drohsel op 30 november 2007 uit de Rote Hilfe.

## Publicaties
- 2009 Was ist heute links? - Thesen für eine Politik der Zukunft

- Gemeinsame Normdatei: 137413971
- International Standard Name Identifier: 0000 0000 6163 0859
- Library of Congress Control Number: no2009096574
- Système universitaire de documentation: 156034557
- Virtual International Authority File: 81608490
- WorldCat: E39PBJfWXmWkPGFhyBvvTdYF8C